# گرانادا
گرانادا (‎/ɡrəˈnɑːdə/‎ grə-NAH-də؛اسپانیایی: [ɡɾaˈnaða] ) مرکز استان گرانادا در منطقه خودمختار اندلس اسپانیا است. گرانادا در دامنه کوه‌های سیرا نوادا، در محل تلاقی چهار رودخانه Darro , Genil , Monachil و Beiro قرار دارد. این شهر که به کومارکا وگا دو گرانادا نسبت داده می‌شود، در ارتفاع متوسط ۷۳۸ متر (۲٬۴۲۱ فوت) قرار دارد. بالاتر از سطح دریا، اما تنها یک ساعت با ماشین از ساحل مدیترانه، Costa Tropical فاصله دارد. در نزدیکی ایستگاه اسکی سیرا نوادا قرار دارد که مسابقات قهرمانی اسکی آلپاین جهانی FIS ۱۹۹۶ در آن برگزار شد.
براساس سرشماری ملی سال ۲۰۲۱، جمعیت شهر گرانادا (Granada) به‌تنهایی برابر با ۲۲۷٬۳۸۳ نفر بود و جمعیت کل منطقه شهری تحت مدیریت شهرداری به حدود ۲۳۱٬۷۷۵ نفر رسید. این شهر از نظر جمعیت، بیستمین منطقه شهری بزرگ در اسپانیا به‌شمار می‌رود. حدود ۳٫۳٪ از جمعیت این شهر فاقد تابعیت اسپانیایی بودند، که بیشترین بخش از آن‌ها (۳۱٪ از این گروه، معادل حدود ۱٪ از کل جمعیت) از آمریکای جنوبی آمده بودند.
نزدیک‌ترین فرودگاه به این شهر، فرودگاه فدریکو گارسیا لورکا گرانادا–خائن است.
این منطقه از دوران باستان محل سکونت ایبری‌ها، رومی‌ها و ویسیگوت‌ها بوده است. شهر کنونی گرانادا در سده یازدهم میلادی، در دوران حکومت زیری‌ها، به یکی از شهرهای مهم الاندلس تبدیل شد. در سده سیزدهم، این شهر به پایتخت امارت گرانادا تحت حکومت نصری بدل شد؛ آخرین حکومت مسلمانان در شبه‌جزیره ایبری.
در سال ۱۴۹۲ (میلادی)، گرانادا به‌دست پادشاهان کاتولیک ایزابل یکم کاستیا و فردیناند دوم آراگون فتح شد و در طول سده شانزدهم، به‌تدریج به شهری مسیحی تبدیل گردید.
الحمرا، یک ارگ و کاخ قرون وسطایی مربوط به دوره نصریان، در شهر گرانادا واقع شده است. این مجموعه یکی از شناخته‌شده‌ترین آثار معماری اسلامی در جهان به‌شمار می‌رود و از پربازدیدترین جاذبه‌های گردشگری اسپانیا است. تأثیرات دوران اسلامی و معماری موری همچنان در محله تاریخی البایثین (Albaicín) و دیگر بناهای قرون وسطایی شهر حفظ شده‌اند. در سده شانزدهم، معماری مودخار و معماری رنسانس در گرانادا شکوفا شد؛ سپس در دوره‌های بعدی، سبک‌های باروک و چوریگراسک نیز گسترش یافتند.
دانشگاه گرانادا یکی از قدیمی‌ترین دانشگاه‌ها در اسپانیا است که حدود ۴۷٬۰۰۰ دانشجوی کارشناسی در پنج پردیس دانشگاهی مختلف در سطح شهر دارد. انار (در زبان اسپانیایی: granada) نماد رسمی شهر گرانادا است.

## ریشه‌شناسی
نام تاریخی شهر گرانادا در زبان عربی «غرناطة» (Ġarnāṭa - گراناتا) بوده است. معنا و ریشه این نام مشخص نیست و موضوع بحث میان پژوهشگران بوده است. این نام بدون تردید پیش از دوره زیری‌ها در سدهٔ یازدهم میلادی وجود داشته و احتمالاً نخستین‌بار در سدهٔ نهم میلادی پدید آمده است. در منابع عربی از سدهٔ دهم نیز یافت می‌شود.
واژهٔ «گارناطه» (یا «کارناطه») ممکن است به معنای «تپهٔ بیگانگان» باشد. تفسیر دیگر آن می‌تواند «تپهٔ زائران» باشد. همچنین، احتمال داده شده است که این نام ریشهٔ بربری داشته باشد.
نظریه‌ای دیگر منشأ نام را واژهٔ لاتین گرانوم (یا جمع آن گرانا) می‌داند که به‌معنای «دانه»، «مهره» یا «رنگ سرخ» است و از آن به شکل «غرناطة» یا «اغراناطة» به عربی اقتباس شده‌باشد. تاریخ‌نگار عربی المقری بر این باور بود که این نام از واژهٔ لاتین granata (گرانتا) گرفته شده است که به معنای «انار» است. در هر دو فرضیه، این واژه ممکن است در معنای ثانویهٔ خود، یعنی «سرخ» (اشاره به رنگ خاک و ساختمان‌های منطقه)، به کار رفته‌باشد؛ موضوعی که در وجه تسمیهٔ الحمرا نیز بازتاب دارد.

### تاریخچه

#### تاریخ پیش از امویان

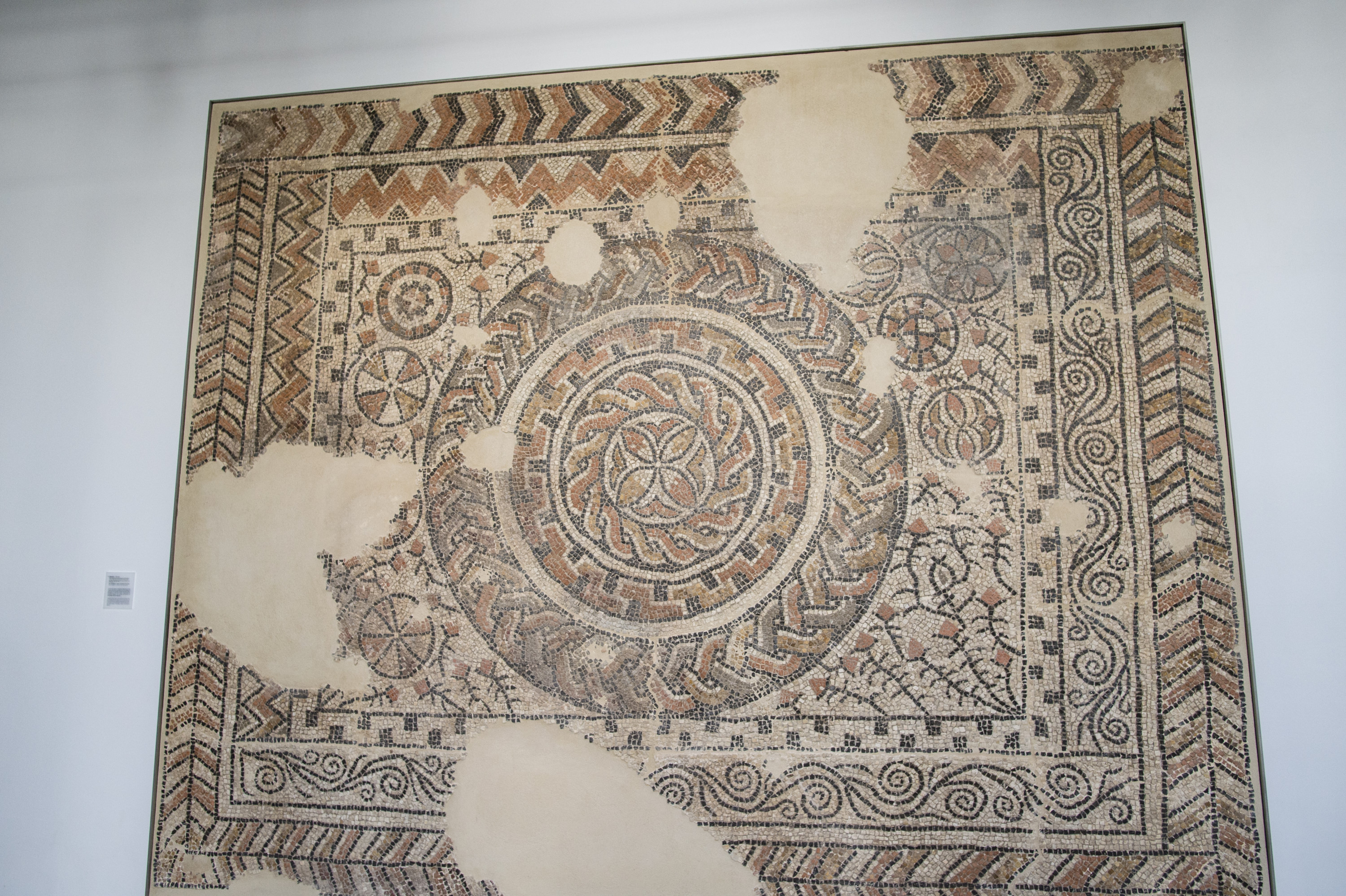
موزاییکی از ویلای رومی، قدمت ۱پس از میلاد، در ناحیه لوس موندراگونس در گرانادا کشف شد (اکنون در موزه باستان‌شناسی نگهداری می‌شود)

منطقه اطراف گرانادای امروزی حداقل از سال ۵۵۰۰ قبل از میلاد جمعیت داشته است. آثار باستان‌شناسی یافت‌شده در شهر نشان می‌دهد که محل شهر، ازجمله منطقه اطراف خیابان کنونی Gran Vía de Colón/گران ویا ده کولون، از عصر برنز مسکونی بوده است. قدیمی‌ترین ویرانه‌های یافت شده در این منطقه متعلق به اپیدومی به نام ایلتوریر است که توسط قبیله ایبری باستتانی در حدود سال ۶۵۰ قبل از میلاد تأسیس شد. نام الیبرگ نیز در اشاره به این منطقه گواهی شده است. این آبادی بعدها به نام ایلیبری یا ایلیبریس شناخته شد. در ۴۴ قبل از میلاد ایلیبریس مستعمره روم شد و در ۲۷ قبل از میلاد این شهر تبدیل به یک شهرداری رومی به نام فلورنیتا ایلیبریتانا شد.
شناسایی گرانادای امروزی با ایلیبری‌های دوران روم و تداوم تاریخی بین این دو سکونتگاه از دیرباز مورد بحث محققان بوده است. حفاری‌های باستان‌شناسی مدرن در تپه آلبایسین، یافته‌هایی را کشف کرده‌اند که حضور یک شهر رومی مهم در آن مکان را نشان می‌دهد. با این حال، اطلاعات کمی در مورد تاریخ شهر در دوره بین پایان دوران روم و قرن یازدهم وجود دارد. یک کلیسای مهم مسیحی در حدود سال ۳۰۰ پس از میلاد، مجمع الویرا، در نزدیکی این منطقه برگزار شد (نام الویرا از نام ایلیبری گرفته شده است)، اما هیچ مدرک باستان‌شناسی یا مستند مشخصی وجود ندارد که مکان دقیق جلسه را مشخص کند. ممکن است در شهر رومی سابق رخ داده باشد یا ممکن است جایی در منطقه اطراف که به نام الویرا شناخته می‌شد، رخ داده باشد.

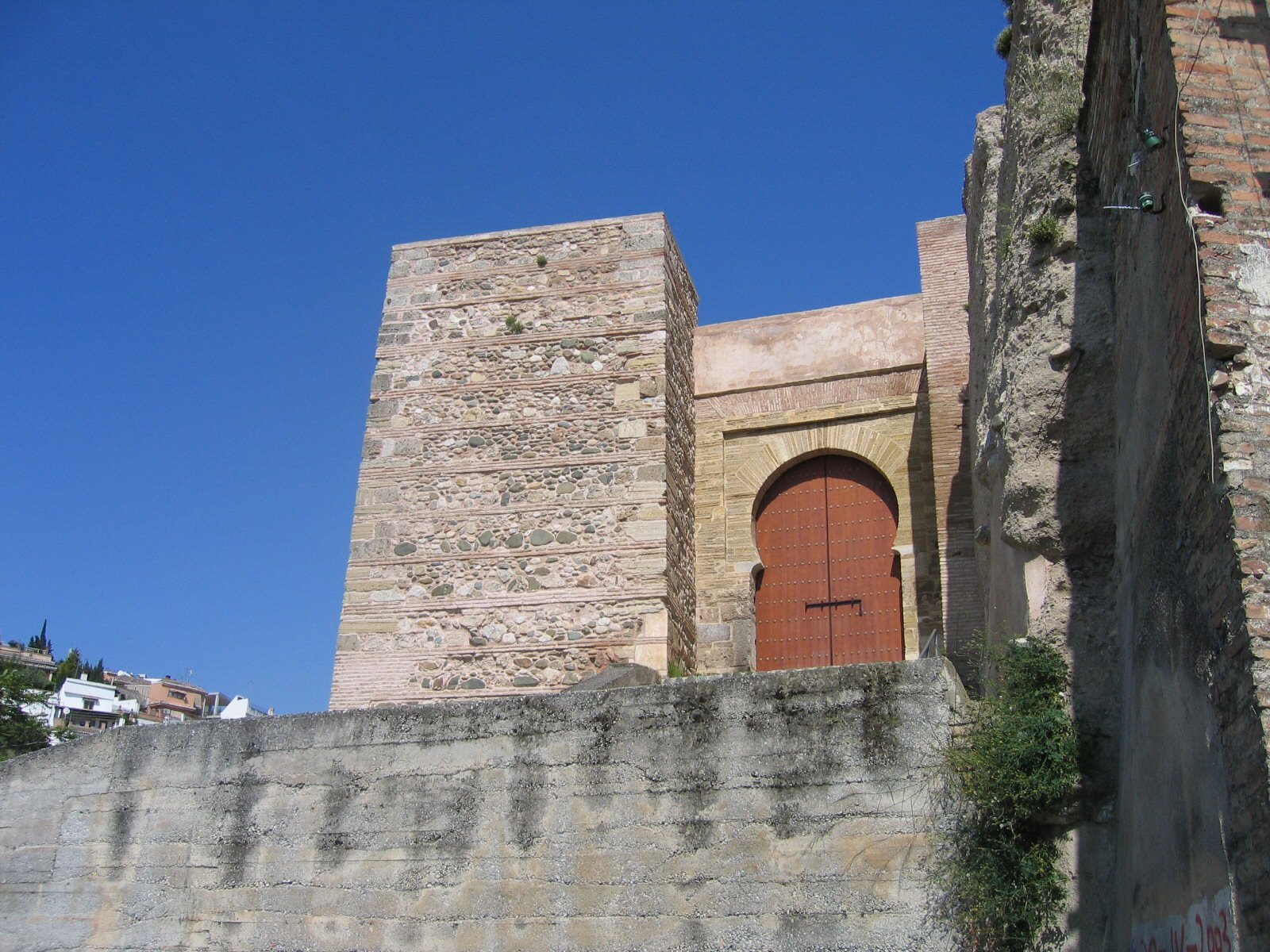
پوئرتا مونایتا، یکی از دروازه‌های زیرید قرن یازدهم در آلبایسین

### تأسیس و تاریخ اولیه
فتح هیسپانیا توسط امویان از سال ۷۱۱ بعد میلاد آغاز شد. بخش‌های زیادی از شبه جزیره ایبری را تحت کنترل مورها درآورد و اندلس را تأسیس کرد. قدیمی‌ترین منابع تاریخی عربی اشاره می‌کنند که شهری به نام قشتیلیا، که بعدها به مدینه ایلبیرا (الویرا) معروف شد، در دامنه‌های جنوبی کوه‌های سیرا دو الویرا (نزدیک عطرفه کنونی) قرار داشت و به مهم‌ترین سکونتگاه این منطقه تبدیل شد. یک سکونتگاه و قلعه کوچکتر (حین) به نام Ġarnāṭa (گراناتا) در سمت جنوبی رودخانه داررو یا در محل محله البیکین فعلی وجود داشت. این دومی عمدتاً یهودی بود و به همین دلیل به نام غرناطات آل یهود (غرناطه یهودیان) نیز شناخته می‌شد. ناحیه اطراف شهر به نام کورات لیبورا (تقریباً استان الویرا) شناخته می‌شد. پس از سال ۷۴۳ شهر ایلبیره توسط سربازانی از منطقه سوریه که در حمایت از عبدالرحمن اول، بنیانگذار امارت قرطبه و یک سلسله اموی جدید نقش داشتند، سکنی گزیدند. در اواخر قرن نهم، در زمان سلطنت عبدالله (حکومت ۸۴۴–۹۱۲)، شهر و ناحیه اطراف آن محل درگیری بین موالدین (مسلمانان وفادار به دولت مرکزی) و اعراب به رهبری صوار بن حمدون بود که از آنها خشمگین بودند.
در آغاز قرن یازدهم، این منطقه تحت تسلط زیریدها قرار گرفت، یک گروه بربر سنهاجا و شاخه ای از زیریدها که بر بخش‌هایی از شمال آفریقا حکومت می‌کردند. این گروه یک گروه مهم در ارتش عبدالملک المعفر، نخست‌وزیر خلیفه هشام دوم (ح. ۹۷۶–۱۰۰۹) و جانشین ابن ابی امیرالمنصور (المانزور) به عنوان حاکم واقعی خلافت کور شد. برای خدمات خود، زیریدها کنترل استان الویرا را دریافت کردند. هنگامی که خلافت پس از سال ۱۰۰۹ فروپاشید و فتنه (جنگ داخلی) آغاز شد، زاوی بن زیری، رهبر زیرید، پادشاهی مستقلی به نام طائفه غرناطه برای خود تأسیس کرد. منابع عربی مانند الادریسی او را مؤسس شهر غرناطه می‌دانند. خاطرات بازمانده او - تنها خاطرات «قرون وسطی» اسپانیایی - جزئیات قابل توجهی را برای این دوره کوتاه ارائه می‌دهد. از آنجا که مدینات ایلبیره در دشتی پست قرار داشت و در نتیجه محافظت از آن در برابر حملات دشوار بود، حاکم تصمیم گرفت محل سکونت خود را به منطقه بالاتر واقع در انارناتا منتقل کند. بر اساس منابع عربی، ایلبیره در جریان فتنه با خاک یکسان شد، پس از آن در مکان قبلی خود بازسازی نشد و به جای آن، شهر یهودیان پیشین، عارناطا، به عنوان شهر اصلی جایگزین آن شد. این شهر در مدت کوتاهی به یکی از شهرهای مهم اندلس تبدیل شد.   تا قرن یازدهم جمعیتی مختلط از مسیحیان، مسلمانان و یهودیان داشت.
زیریدها قلعه و کاخ خود را که به نام القاصبه القادیما ("ارگ قدیم") معروف است، بر روی تپه ای که اکنون در محله آلبایسین اشغال شده است، ساختند. به دو قلعه کوچکتر در تپه سابیکا (محل الحمرای آینده) و تپه مورور در جنوب متصل بود. شهر اطراف آن در طول قرن یازدهم رشد کرد و شامل آلبایسین، سابیکا، ماورور و بخشی از دشت‌های اطراف بود. این شهر با دیوارهایی به مساحت تقریبی ۷۵ هکتار مستحکم شده بود. قسمت شمالی این دیوارها در نزدیکی ارگ آلبایسین، همراه با دو دروازه آن تا به امروز باقی مانده است: باب الیونیدار (که اکنون در زبان اسپانیایی Puerta Monaita نامیده می‌شود) و باب الزیادا (اکنون به عنوان ارکو ده لاس پساس/Arco de las Pesas یا پوارتا نواوا/Puerta Nueva شناخته می‌شود). آب شهر و محل سکونت آن از طریق شبکه گسترده‌ای از آب انبارها و لوله‌های زیرزمینی تأمین می‌شد. بر روی رودخانه درو، در امتداد دیواری که ارگ زیرید را به تپه سابیکا متصل می‌کرد، دروازه‌ای به نام باب‌الضاف ("دروازه تنبورها") بود که می‌توانست آن را بسته یا باز کند تا جریان رودخانه کنترل شود و در صورت لزوم آب را حفظ کند.  حمام (حمام) در نزدیکی بانوئلو نیز احتمالاً به همین زمان برمی‌گردد، همان‌طور که مناره سابق یک مسجد در آلبایسین، که اکنون بخشی از کلیسای سن خوزه است.
در زمان پادشاهان زیرید، حبوس بن مکسان و بادیس، قدرتمندترین شخصیت، مدیر یهودی معروف به ساموئل هانجید (به عبری) یا اسماعیل بن نگریلا (به عربی) بود. ساموئل یک عضو بسیار تحصیلکرده از نخبگان سابق قرطبه بود که پس از شیوع فتنه از آن شهر گریختند. او سرانجام به غرناطه راه یافت، جایی که حبوس بن مکسان او را در سال ۱۰۲۰ به منشی خود منصوب کرد و بسیاری از مسئولیت های مهم از جمله اخذ مالیات را به او سپرد. در زمان بدیس، او حتی مسئولیت ارتش را بر عهده گرفت.  در این دوره، به پادشاه مسلمان به عنوان یک شخصیت نمادین نگاه می شد. گرانادا مرکز فرهنگ و دانش سفاردی یهودی بود. به گفته دانیل آیزنبرگ:
گرانادا در قرن یازدهم مرکز تمدن سفاردی در اوج خود بود و از سال ۱۰۲۷-۱۰۶۶ گرانادا یک دولت قدرتمند یهودی بود. یهودیان وضعیت خارجی (ذمی) را نداشتند که نمونه حکومت اسلامی بود. ساموئل بن نگریلا، که یهودیان سفاردی در همه جا به عنوان شبه سیاسی هانگید (شاهزاده) به رسمیت شناخته شده بودند، به جز نام، پادشاه بود. او به عنوان وزیر سیاست گذاری کرد و - بسیار غیرعادی تر - ارتش را رهبری کرد. گفته می‌شود که تقویت و استحکامات ساموئل در غرناطه باعث شد تا بعداً به عنوان آخرین دولت اسلامی در شبه جزیره ایبری باقی بماند. همه بزرگ‌ترین شخصیت‌های فرهنگ اسپانیایی-یهودی قرن یازدهم با گرانادا مرتبط هستند. موسی بن عزرا اهل غرناطه بود و به دعوت او یهودا ها-لوی چندین سال را به عنوان مهمان خود در آنجا گذراند. حامیان و میزبانان ابن جبیرول یهودیان وزیر غرناطه، ساموئل هانجید و پسرش یوسف بودند.
پس از مرگ ساموئل، پسرش جوزف پس از سمت او مسئولیت را بر عهده گرفت، اما ثابت کرد که دیپلماسی پدرش را ندارد، و کشتار گرانادا در سال ۱۰۶۶ را رقم زد،  که به عصر طلایی فرهنگ یهودی در اسپانیا پایان داد.
از اواخر قرن یازدهم تا اوایل قرن سیزدهم، اندلس تحت تسلط دو امپراتوری بربر شمال آفریقا بود. آلموراودها از سال ۱۰۹۰ بر گرانادا و از سال ۱۱۶۶ بر آلموحدها حکومت کردند.  غرناطه همچنین به عنوان پایتخت اداری حکومت آلموراوی در اندلس خدمت می کرد.  شواهد به دست آمده از آثار هنری و باستان شناسی این دوره حاکی از آن است که این شهر در زمان آلموراویان رونق داشته است اما در زمان آلموحدان رو به زوال بوده است.  بقایای دوره آل موحد در شهر شامل آلکازار جنیل است که در سال‌های ۱۲۱۸-۱۲۱۹ ساخته شد (اما بعداً در دوره ناصری‌ها تزئین شد)،  و احتمالاً مناره سابق متصل به کلیسای امروزی سن خوان د لس ریس در آلبایسین.  

### امارت ناصری گرانادا
در سال ۱۲۲۸ ادریس المأمون، آخرین فرمانروای مؤثر المحد در اندلس، شبه جزیره ایبری را ترک کرد. با فروپاشی حکومت المحد، رهبران و جناح های محلی در سراسر منطقه ظهور کردند. با اوج گیری کامل رهکونکویستا، پادشاهی های مسیحی کاستیل و آراگون - به ترتیب تحت رهبری پادشاهان فردیناند سوم و جیمز اول - فتوحات بزرگی را در سراسر اندلس انجام دادند. کاستیل کوردوبا را در ۱۲۳۶ و سویا را در ۱۲۴۸ تصرف کرد. در همین حال، جاه‌طلب ابن الاحمر (محمد اول) آخرین و طولانی‌ترین سلسله مسلمان را در شبه جزیره ایبری تأسیس کرد، یعنی ناصری‌ها که بر امارت غرناطه حکومت می‌کردند. ابن الاحمر در موارد متعدد خود را با فردیناند سوم متحد کرد و سرانجام موافقت کرد که در سال ۱۲۴۶ دست نشاندۀ او شود.  پس از آن، گرانادا به یک ایالت خراجی به پادشاهی کاستیل تبدیل شد، اگرچه این امر اغلب با جنگ بین دو ایالت قطع می شد. تاریخ سیاسی امارت پرتلاطم و در هم تنیده با همسایگانش بود. ناصری‌ها گاهی به پادشاهان و اشراف کاستیلیا پناه می‌بردند یا کمک‌های نظامی می‌کردند، حتی در برابر سایر دولت‌های مسلمان، در حالی که کاستیلیان به نوبه خود به برخی از امیران ناصری در برابر دیگر رقبای ناصری پناه می‌بردند و کمک می‌کردند. در موارد دیگر ناصری ها تلاش کردند تا از کمک مارینیدهای شمال آفریقا برای دفع کاستیل استفاده کنند، اگرچه مداخلات مارینیدها در شبه جزیره پس از نبرد ریو سالادو (۱۳۴۰) پایان یافت.   

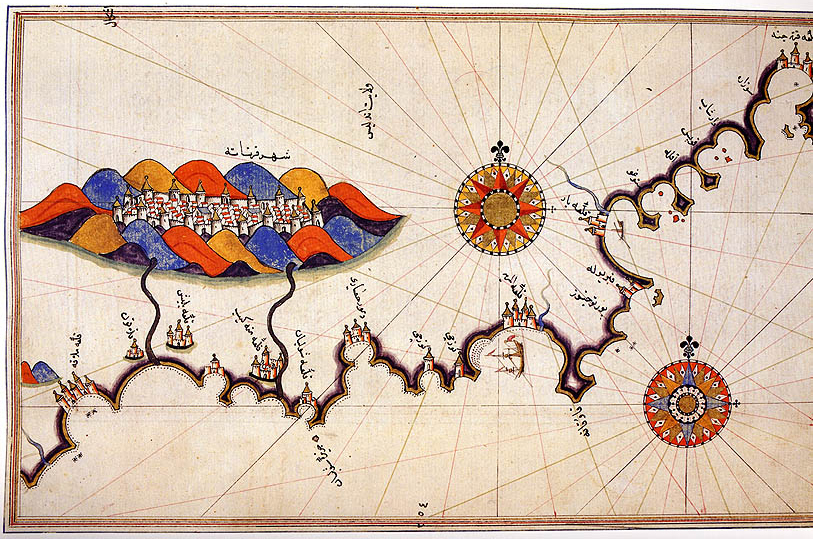
نقشه ای که امارت گرانادا را توسط نقشه نگار عثمانی پیری ریس نشان می‌دهد

جمعیت امارت همچنین توسط پناهندگان مسلمان از مناطقی که به تازگی توسط کاستیل و آراگون تسخیر شده بودند متورم شد و در نتیجه سرزمینی کوچک و در عین حال پرجمعیت به وجود آمد که مسلمان و عرب زبان یکنواخت تر از قبل بود.   خود شهر گسترش یافت و محله‌های جدیدی در اطراف آلبایسین (به نام پناهندگان بازا ) و در آنتکوئروئلا (نام پناهندگان از آنتکورا پس از ۱۴۱۰) رشد کرد.  مجموعه جدیدی از دیوارها در طول قرن های ۱۳-۱۴ در شمال ساخته شد و باب ایلبیرا (پوارتا ده الویرا - Puerta de Elvira کنونی) به عنوان ورودی غربی آن ساخته شد.   گورستان بزرگ مسلمانان در خارج از این دروازه وجود داشت.  قلب شهر مسجد بزرگ آن (در محل کلیسای جامع گرانادای کنونی) و منطقه تجاری معروف به قیصریه ( الکایسریا ) بود.   در کنار این، تنها مدرسه بزرگ ساخته شده در اندلس، مدرسه الیوسفیه (که امروزه به نام مدرسه گرانادا شناخته می شود)، در سال ۱۳۴۹ تأسیس شد.   سایر بناهای تاریخی این دوره عبارتند از الفندوق الجدیده ("مسافرخانه جدید" یا کاروانسرا ، که اکنون به عنوان کورال ده کاربون - Corral del Carbón شناخته می شود)، که در اوایل قرن چهاردهم ساخته شده است،  مارستان (  ، ساخته شده در ۱۳۶۵-۱۳۶۷ و در سال ۱۸۴۳ تخریب شده است. قرن 
غرناطه با وجود موقعیت مرزی خود مرکز مهم فکری و فرهنگی اسلامی بود، به ویژه در زمان محمد پنجم، با شخصیت هایی مانند ابن خلدون و ابن الخطیب در دربار ناصری خدمت می کردند.ابن بطوطه، جهانگرد و مورخ مشهور، در سال ۱۳۵۰  از امارت غرناطه دیدن کرد. او آن را به عنوان یک پادشاهی قدرتمند و خودکفا در نوع خود توصیف کرد، اگرچه اغلب درگیر درگیری با پادشاهی کاستیل بود. ابن بطوطه در مجله خود غرناطه را «کلان شهر اندلس و عروس شهرهای آن» نامیده است.

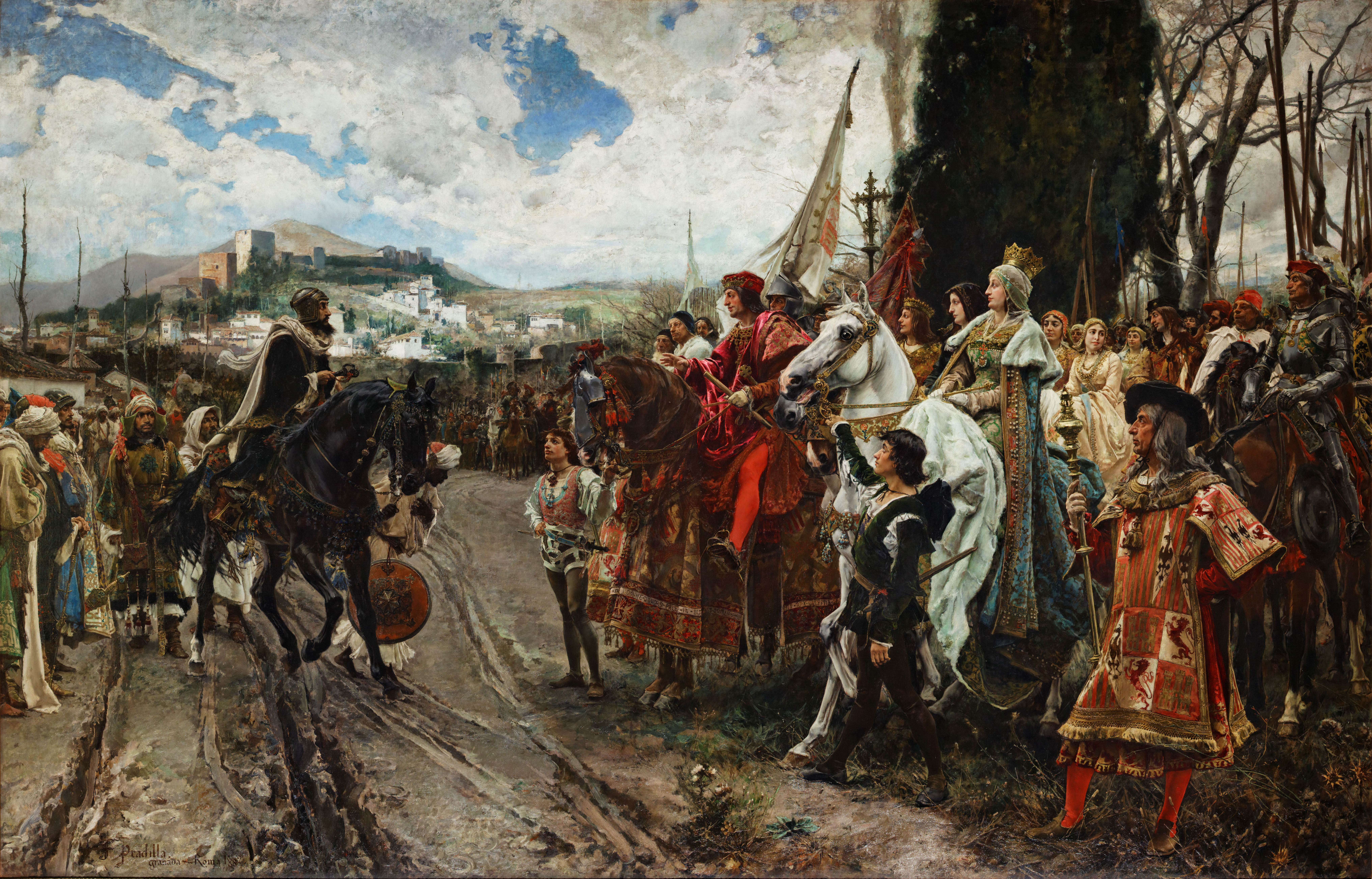
تسلیم گرانادا اثر اف. پادیلا: محمددوازدهم قبل از فردیناند دوم و ایزابلا اول (حدود ۱۸۸۲)

### پایان حکومت مسلمانان و تغییرات قرن شانزدهم
در ۲ ژانویه ۱۴۹۲، آخرین فرمانروای مسلمان در ایبریا، امیر محمد دوازدهم، معروف به "بوابدیل" برای اسپانیایی‌ها، پس از آخرین قسمت از جنگ گرانادا، کنترل کامل امارت گرانادا را به پادشاهان کاتولیک (فردیناند دوم آراگون و ایزابلا اول از کاستیل ) تسلیم کرد.
تسلیم شدن پادشاهی گرانادا به پادشاهان کاتولیک در سال ۱۴۹۲ یکی از رویدادهای سرنوشت‌ساز در تاریخ گرانادا به‌شمار می‌رود. این واقعه پایان آخرین حکومت مسلمانان در شبه‌جزیره ایبری را رقم زد. مفاد این تسلیم در پیمان‌نامه گرانادا (۱۴۹۱) در پایان سال ۱۴۹۱ مشخص شده بود و به‌طور صریح به ساکنان مسلمان، که با عنوان مودِخارها شناخته می‌شدند، اجازه می‌داد تا بی‌دخالت به باورها و مناسک دینی خود ادامه دهند. این رویکرد، پیش‌تر نیز در جریان فتوحات قشتالیه (و آراگون) در شهرهای مسلمان‌نشین مانند تولدو معمول بود.
از سوی دیگر، مفاد این پیمان فشار غیرمستقیمی بر یهودیان وارد می‌کرد تا ظرف سه سال یا تغییر دین دهند یا ترک وطن کنند. اما این بند خیلی زود با فرمان الحمرا که تنها چند ماه بعد در تاریخ ۳۱ مارس صادر شد، نقض گردید. طبق این فرمان، تمامی یهودیان اسپانیا موظف شدند یا تغییر دین دهند یا ظرف چهار ماه کشور را ترک کنند.کسانی که تغییر دین دادند، با عنوان کُنْوِرسو شناخته شدند. این تصمیم، به‌همراه تضعیف تدریجی سایر تضمین‌هایی که در پیمان ذکر شده بود، ترس و اضطراب زیادی را در میان مسلمانان باقیمانده در دههٔ ۱۴۹۰ ایجاد کرد.بسیاری از مسلمانان ثروتمند و طبقهٔ حاکم سنتی، پس از فتح گرانادا به شمال آفریقا مهاجرت کردند، اما این مهاجرت‌ها به دلیل هزینهٔ بالا، تنها شامل چند هزار نفر شد.
تا سال ۱۴۹۹، کاردینال فرانسیسکو خیمنس د سیسنروس از کندی روند مسیحی‌سازی گرانادا که توسط هرناندو د تالاورا، اولین اسقف اعظم گرانادا، دنبال می‌شد، ناراضی شد. تالاورا رویکردی ملایم در پیش گرفته بود، اما سیسنروس برنامه‌ای از تعمید اجباری مسلمانان و یهودیان به راه انداخت که به ایجاد طبقهٔ جدیدی از کنورسوها منجر شد. این راهبرد جدید که آشکارا ناقض مفاد پیمان‌نامه گرانادا (۱۴۹۱) بود، باعث بروز شورش آلپوخاراس (۱۴۹۹–۱۵۰۱) در مناطق روستایی آلپوخاراس در جنوب شرقی گرانادا شد.
این شورش تا سال ۱۵۰۰ در شهر گرانادا سرکوب شد، اما در نواحی کوهستانی آلپوخاراس تا ۱۵۰۱ ادامه یافت. در پی آن، تاج قشتاله رسماً پیمان گرانادا را لغو کرد[Y] و مسلمانان را مجبور به پذیرش دین مسیحی یا مهاجرت نمود. بسیاری از مسلمانان نخبهٔ گرانادا به شمال آفریقا رفتند. اکثریت باقی‌ماندهٔ مودِخارها به ظاهر تغییر دین داده و به موریسکوها تبدیل شدند تا در اسپانیا بمانند. با این حال، هم مسلمانان و هم یهودیان کنورسو همچنان در معرض آزار دینی، تبعید یا تفتیش عقاید قرار داشتند، و بسیاری از آن‌ها باورهای پیشین خود را در خفا حفظ می‌کردند—که در مورد یهودیان با عنوان مارانو (تبدیل‌شدگان پنهان) شناخته می‌شدند.

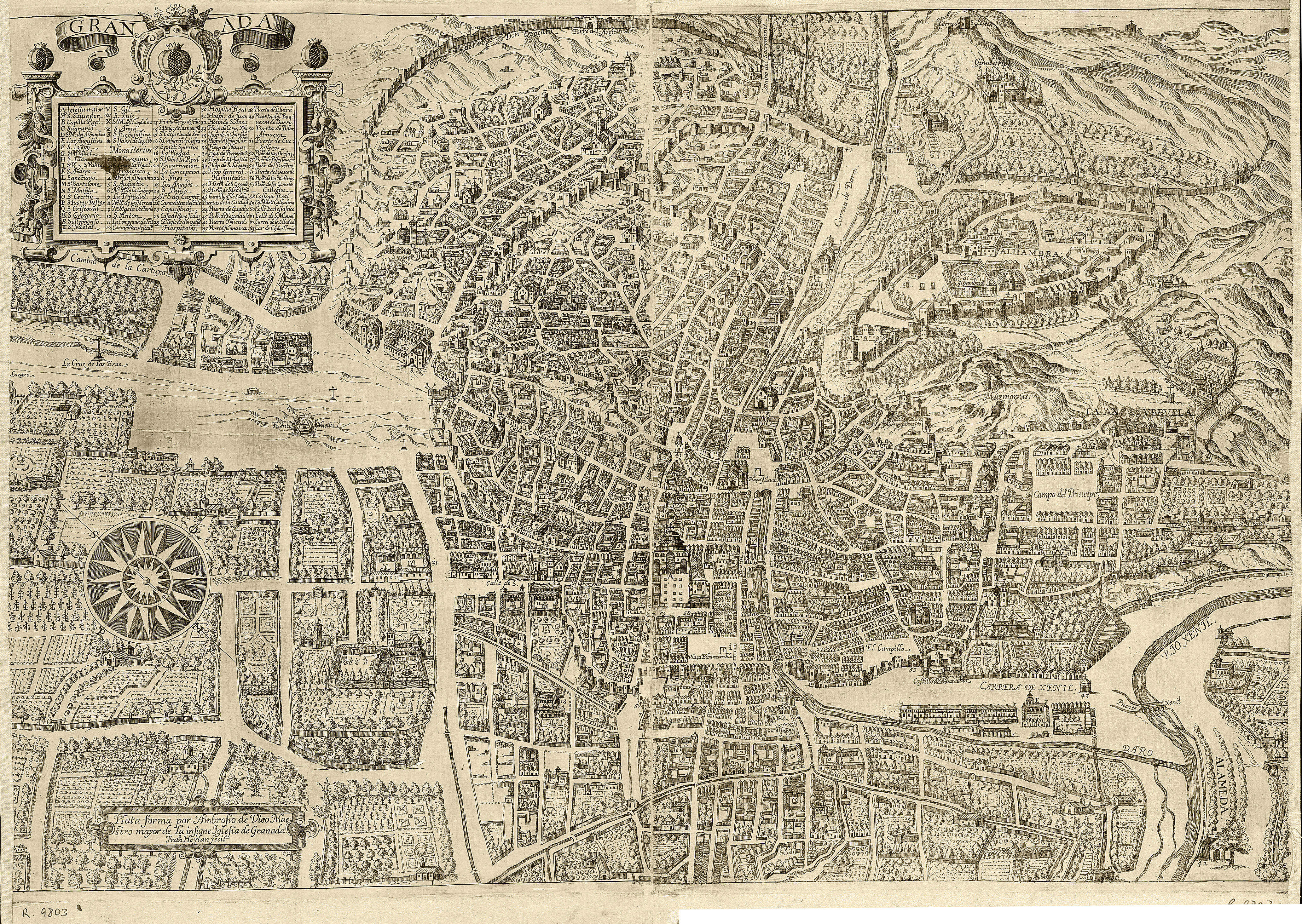
نقشه گرانادا در اوایل قرن هفدهم

### تاریخ بعد و امروز
در طول قرن هفدهم، علیرغم اهمیت مهاجرت،  جمعیت شهر در حدود ۵۵۰۰۰ نفر راکد ماند، برخلاف روند افزایش جمعیت که در مناطق روستایی پادشاهی گرانادا مشاهده شد،  که چکش کاهش جمعیت ناشی از اخراج موریسکوها تلفات بسیار بیشتری را در قرن گذشته به همراه داشت. رکود جمعیتی قرن هفدهم در شهر و به طور کلی افزایش مداوم جمعیت در قلمرو پادشاهی گسترده‌تر، مطابق با فاجعه جمعیتی که در طول قرن در بقیه مناطق تاج کاستیا تجربه شد، پیش رفت.  این شهر از نظر اهمیت تحت الشعاع شهرهای دیگری از جمله سویا و پایتخت، مادرید قرار گرفت. 
بین ۱۸۰۱-۱۸۱۲ گرانادا توسط ارتش ناپلئون در طول جنگ شبه جزیره اشغال شد.  نیروهای فرانسوی الحمرا را به عنوان یک موقعیت مستحکم اشغال کردند و خسارت قابل توجهی به بنای تاریخی وارد کردند. پس از تخلیه شهر، آنها سعی کردند کل مجموعه را دینامیت کنند، با موفقیت هشت برج را منفجر کردند قبل از اینکه فیوزهای باقیمانده توسط سرباز اسپانیایی خوزه گارسیا از کار بیفتند، بنابراین آنچه امروز باقی مانده را نجات دادند.  در سال ۱۸۳۰ واشنگتن ایروینگ در گرانادا زندگی می‌کرد و داستان‌های الحمرا را نوشت که برخی از علاقه‌های بین‌المللی را به جنوب اسپانیا و بناهای تاریخی دوران اسلامی آن احیا کرد. 
در دههٔ ۱۹۳۰، تنش‌هایی که در نهایت باعث جنگ داخلی اسپانیا شدند، در گرانادا نیز مشهود بود و درگیری‌های مکرر میان مالکان زمین و کشاورزان به وقوع می‌پیوست. با آغاز جنگ داخلی در سال ۱۹۳۶، گرانادا یکی از شهرهایی بود که به شورش ملی‌گرایان پیوست.[75][۱] با این حال، مقاومت محلی در برابر نیروهای ملی‌گرا، به‌ویژه از سوی طبقهٔ کارگر در محلهٔ البیاثین صورت گرفت که با خشونت سرکوب شد.[74] در دهه‌های ۱۹۵۰ و ۱۹۶۰، تحت حکومت فرانسیسکو فرانکو، استان گرانادا یکی از فقیرترین مناطق اسپانیا به‌شمار می‌رفت.[74] در دهه‌های اخیر، گردشگری به یکی از صنایع اصلی این شهر تبدیل شده‌است.[74]

## جغرافیا

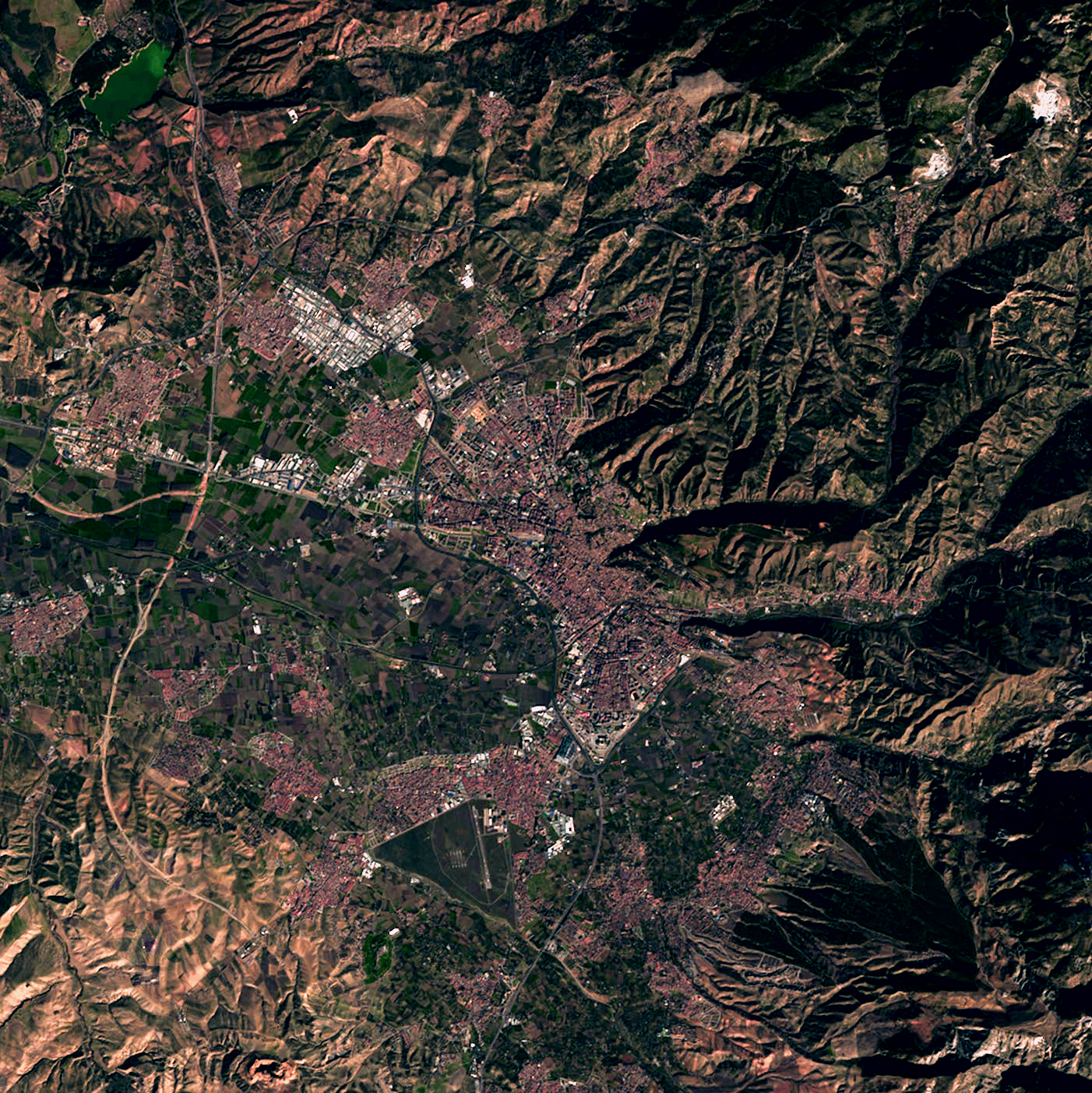
نمای ماهواره‌ای در مرکز گرانادا که سیرا نوادا را در شرق و بقیه وگا گرانادا ، از جمله تعدادی از شهرداری‌ها بخشی از ناحیه شهری گرانادا در غرب را نشان می‌دهد.

### مکان
شهر گرانادا در وگا د گرانادا ، یکی از فرورفتگی‌ها یا دشت‌های واقع در رشته‌کوه‌های باتیک قرار دارد که در غرب با کوه‌های آرکیدونا و آنتکورا و در شرق توسط گوادیکس ، بازا و هوئسکار ادامه دارد. 
خاک حاصلخیز دشت وگا که برای کشاورزی بسیار مناسب است، توسط جریان‌های آبی که از سیرا نوادا سرچشمه می‌گیرند، آبیاری می‌شود؛ همچنین از کوهساران فرعی کوچکتر که همگی در حوزهٔ آبریز رود خنیل قرار دارند، که این رود از مرکز شهر در جهت شرق به غرب عبور می‌کند. رود موناچییل، یکی از شاخه‌های چپ‌رود خنیل، نیز از شهر عبور کرده و در غرب مرکز شهر به رود خنیل می‌پیوندد.

### جمعیت شناسی
| مناطق شهری      | جمعیت  | موقعیت مکانی         | فاصله تا شهر گرانادا (کیلومتر) |
| --------------- | ------ | -------------------- | ------------------------------ |
| الکریا دل فارگه | ۵۰۵    | ۳۷°۱۲′۲۱″ش ۳°۳۵′۴۵″غ | ۸                              |
| بوبادییا        | ۳۸۵    | ۳۷°۱۱′۲۹″ش ۳°۳۸′۳۷″غ | ۵                              |
| سرییو د ماراسِنا | ۱۹۴۶   | ۳۷°۱۲′۰۸″ش ۳°۳۷′۳۵″غ | ۵                              |
| گرانادا (شهر)   | ۲۲۷۳۸۳ | ۳۷°۱۰′۳۴″ش ۳°۳۵′۵۲″غ | ۰                              |
| لانچا دل خنیل   | ۱۵۵۶   | ۳۷°۰۹′۴۸″ش ۳°۳۳′۵۲″غ | ۷                              |

#### مناطق شهری

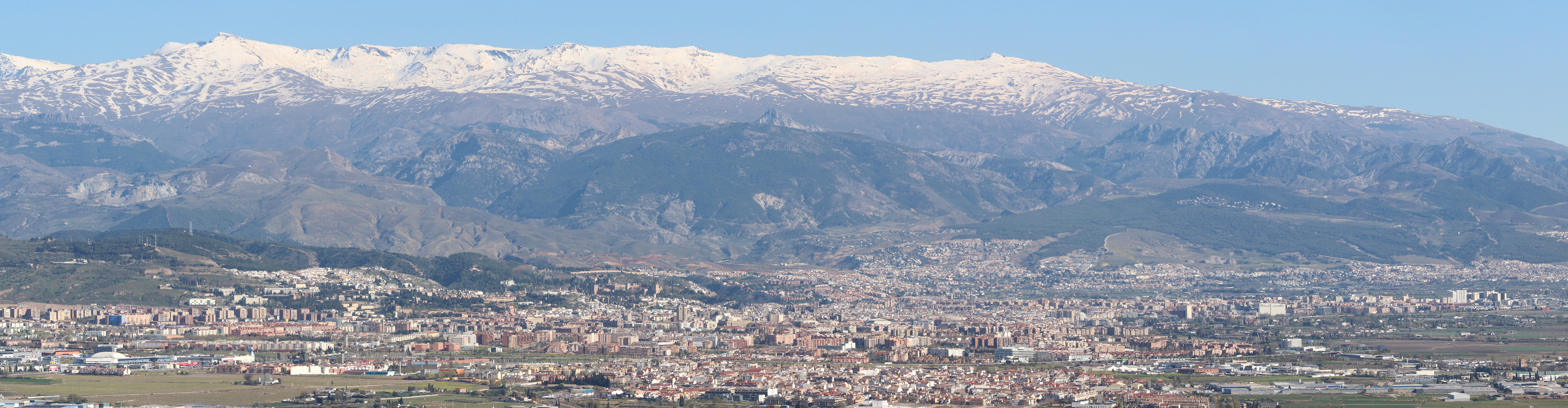
نمای پانوراما از شهر گرانادا، آوریل ۲۰۱۷

در شهرداری گرانادا پنج منطقه شهری وجود دارد: شهر گرانادا، آلکوریا دل فارگ، بوبادیلا، سریلو د ماراسنا و لانچا دل جنیل. با توجه به گسترش شهر گرانادا، کرللیلو ده ماراسنا - Cerrillo de Maracena در آن ادغام شده است. 

## آب و هوا
گرانادا دارای آب و هوای مدیترانه ای تابستان گرم ( Csa ) نزدیک به آب و هوای سرد نیمه خشک ( BSk ) است. تابستان‌ها گرم و خشک با دمای روزانه ۳۴ درجه سلسیوس (۹۳ درجه فارنهایت) است در گرمترین ماه (ژوئیه)؛ با این حال، دما به بیش از ۴۰ درجه سلسیوس (۱۰۴ درجه فارنهایت) می رسد در ماه های تابستان غیر معمول نیستند. زمستان ها خنک و مرطوب است و بیشتر بارندگی از نوامبر تا ژانویه متمرکز است. سردترین ماه ژانویه با دمای روز در نوسان ۱۳ درجه سلسیوس (۵۵ درجه فارنهایت) است و به حدود ۱ درجه سلسیوس (۳۴ درجه فارنهایت) کاهش می یابد در طول شب. یخبندان رایج است زیرا دمای هوا معمولاً در اوایل صبح به زیر صفر می رسد. برف نادر است و هر چند سال یک بار اتفاق می افتد. بهار و پاییز غیرقابل پیش بینی هستند و دمای آن از ملایم تا گرم متغیر است. اوایل تابستان سال ۲۰۱۷ شهر را با دو موج گرمای عظیم روبرو کرد که از ۱۳ ژوئن ۲۰۱۷، رکوردهای طولانی مدت دما را شکست، و بالاترین حداکثر جدید ماه را ۴۰.۶  کرد. درجه سانتی گراد (رکورد قدیمی ۴۰.۰)، که سه بار در بازه زمانی چهار روزه به ۴۰.۹ رسید. درجه سانتی گراد در ۱۴ ژوئن، ۴۱.۳ (۱۵ ژوئن) و، در نهایت، ۴۱.۵ (۱۷ ژوئن). دومین افزایش شدید دما تقریباً یک ماه بعد رخ داد که ضرایب به ۴۵.۷ و ۴۵.۳ رسید. درجه سانتیگراد در ۱۲ و ۱۳ جولای به ترتیب، رکورد قدیمی جولای را با تقریبا ۳ درجه پشت سر گذاشت.
| ماه     | بالاترین دمای ثبت‌شده C° (F°) | میانگین بیشینه روزانه C° (F°) | میانگین دما C° (F°) | میانگین کمینه روزانه C° (F°) | کمترین دمای ثبت‌شده C° (F°) | بارش میانگین میلی‌متر (اینچ) | میانگین روزهای بارانی | میانگین روزهای برفی | رطوبت نسبی (%) | میانگین ساعات آفتابی ماهانه |
| ------- | ---------------------------- | ----------------------------- | ------------------- | ---------------------------- | -------------------------- | --------------------------- | --------------------- | ------------------- | -------------- | --------------------------- |
| ژانویه  | ۲۶٫۸ (۲۸٫۲)                  | ۱۲٫۶ (۵۴٫۷)                   | ۶٫۹ (۴۴٫۴)          | ۱٫۲ (۳۴٫۲)                   | −۱۲٫۶ (۹٫۳)                | ۴۱ (۱٫۶)                    | ۵٫۸                   | ۰٫۷                 | ۷۲             | ۱۷۰                         |
| فوریه   | ۲۷٫۶ (۸۱٫۷)                  | ۱۴٫۶ (۵۸٫۳)                   | ۸٫۵ (۴۷٫۳)          | ۲٫۴ (۳۶٫۳)                   | −۱۳٫۴ (۷٫۳)                | ۳۳ (۱٫۳)                    | ۵٫۶                   | ۰٫۵                 | ۶۸             | ۱۷۲                         |
| مارس    | ۲۹٫۱ (۸۴٫۴)                  | ۱۸٫۰ (۶۴٫۴)                   | ۱۱٫۴ (۵۲٫۵)         | ۴٫۸ (۴۰٫۶)                   | −۶٫۴ (۲۰٫۵)                | ۳۵ (۱٫۴)                    | ۵٫۱                   | ۰٫۲                 | ۶۰             | ۲۱۹                         |
| آوریل   | ۳۵٫۲ (۹۵٫۴)                  | ۱۹٫۵ (۶۷٫۱)                   | ۱۳٫۱ (۵۵٫۶)         | ۶٫۸ (۴۴٫۲)                   | −۱٫۹ (۲۸٫۶)                | ۳۷ (۱٫۵)                    | ۶٫۳                   | ۰٫۱                 | ۵۷             | ۲۳۴                         |
| مه      | ۳۸٫۶ (۱۰۱٫۵)                 | ۲۴٫۰ (۷۵٫۲)                   | ۱۷٫۱ (۶۲٫۸)         | ۱۰٫۲ (۵۰٫۴)                  | ۶٫۶ (۴۳٫۹)                 | ۳۰ (۱٫۲)                    | ۴٫۷                   | ۰                   | ۵۱             | ۲۸۰                         |
| ژوئن    | ۳۰٫۳ (۱۰۴٫۵)                 | ۳۰٫۲ (۸۶٫۳)                   | ۲۲٫۵ (۷۲٫۵)         | ۱۴٫۷ (۵۸٫۵)                  | ۵٫۶ (۴۲٫۱)                 | ۱۱ (۰٫۴)                    | ۱٫۷                   | ۰                   | ۴۳             | ۳۳۱                         |
| ژوئیه   | ۴۳٫۵ (۱۱۰٫۳)                 | ۳۴٫۲ (۹۳٫۶)                   | ۲۶٫۰ (۷۸٫۸)         | ۱۷٫۷ (۶۳٫۹)                  | ۹٫۰ (۴۸٫۲)                 | ۳ (۰٫۱)                     | ۰٫۳                   | ۰                   | ۳۷             | ۳۶۲                         |
| اوت     | ۴۳٫۸ (۱۱۰٫۸)                 | ۳۳٫۵ (۹۲٫۳)                   | ۲۵٫۵ (۷۷٫۹)         | ۱۷٫۶ (۶۳٫۷)                  | ۸٫۲ (۴۶٫۸)                 | ۳ (۰٫۱)                     | ۰٫۶                   | ۰                   | ۴۱             | ۳۳۰                         |
| سپتامبر | ۴۰٫۶ (۱۰۵٫۱)                 | ۲۸٫۷ (۸۳٫۷)                   | ۲۱٫۶ (۷۰٫۹)         | ۱۴٫۴ (۵۷٫۹)                  | ۱٫۲ (۳۴٫۲)                 | ۲۳ (۰٫۹)                    | ۲٫۷                   | ۰                   | ۵۱             | ۲۵۴                         |
| اکتبر   | ۳۵٫۲ (۹۵٫۴)                  | ۲۲٫۶ (۷۲٫۷)                   | ۱۶٫۳ (۶۱٫۳)         | ۱۰٫۱ (۵۰٫۲)                  | −۰٫۵ (۳۱٫۱)                | ۳۸ (۱٫۵)                    | ۵٫۱                   | ۰                   | ۶۲             | ۲۱۱                         |
| نوامبر  | ۲۷٫۸ (۸۲٫۰)                  | ۱۶٫۵ (۶۱٫۷)                   | ۱۰٫۹ (۵۱٫۶)         | ۵٫۳ (۴۱٫۵)                   | −۴٫۵ (۲۳٫۹)                | ۵۰ (۲٫۰)                    | ۶٫۷                   | ۰٫۱                 | ۷۱             | ۱۶۴                         |
| دسامبر  | ۲۴٫۸ (۷۶٫۶)                  | ۱۳٫۱ (۵۵٫۶)                   | ۷٫۹ (۴۶٫۲)          | ۲٫۷ (۳۶٫۹)                   | −۸٫۶ (۱۶٫۵)                | ۵۰ (۲٫۰)                    | ۷٫۲                   | ۰٫۳                 | ۷۵             | ۱۴۸                         |
| سالانه  | ۴۳٫۸ (۱۱۰٫۸)                 | ۲۲٫۳ (۷۲٫۱)                   | ۱۵٫۷ (۶۰٫۳)         | ۹٫۰ (۴۸٫۲)                   | −۱۳٫۴ (۷٫۹)                | ۳۵۳ (۱۴٫۰)                  | ۵۱٫۸                  | ۲                   | ۵۷             | ۲۸۸۱                        |

| داده‌های اقلیم Granada (Granada Base Aérea, altitude ۶۸۷ متر (۲٬۲۵۴ فوت)) | داده‌های اقلیم Granada (Granada Base Aérea, altitude ۶۸۷ متر (۲٬۲۵۴ فوت)) | داده‌های اقلیم Granada (Granada Base Aérea, altitude ۶۸۷ متر (۲٬۲۵۴ فوت)) | داده‌های اقلیم Granada (Granada Base Aérea, altitude ۶۸۷ متر (۲٬۲۵۴ فوت)) | داده‌های اقلیم Granada (Granada Base Aérea, altitude ۶۸۷ متر (۲٬۲۵۴ فوت)) | داده‌های اقلیم Granada (Granada Base Aérea, altitude ۶۸۷ متر (۲٬۲۵۴ فوت)) | داده‌های اقلیم Granada (Granada Base Aérea, altitude ۶۸۷ متر (۲٬۲۵۴ فوت)) | داده‌های اقلیم Granada (Granada Base Aérea, altitude ۶۸۷ متر (۲٬۲۵۴ فوت)) | داده‌های اقلیم Granada (Granada Base Aérea, altitude ۶۸۷ متر (۲٬۲۵۴ فوت)) | داده‌های اقلیم Granada (Granada Base Aérea, altitude ۶۸۷ متر (۲٬۲۵۴ فوت)) | داده‌های اقلیم Granada (Granada Base Aérea, altitude ۶۸۷ متر (۲٬۲۵۴ فوت)) | داده‌های اقلیم Granada (Granada Base Aérea, altitude ۶۸۷ متر (۲٬۲۵۴ فوت)) | داده‌های اقلیم Granada (Granada Base Aérea, altitude ۶۸۷ متر (۲٬۲۵۴ فوت)) | داده‌های اقلیم Granada (Granada Base Aérea, altitude ۶۸۷ متر (۲٬۲۵۴ فوت)) |
| ماه                                                                      | ژانویه                                                                   | فوریه                                                                    | مارس                                                                     | آوریل                                                                    | مه                                                                       | ژوئن                                                                     | ژوئیه                                                                    | اوت                                                                      | سپتامبر                                                                  | اکتبر                                                                    | نوامبر                                                                   | دسامبر                                                                   | سال                                                                      |
| ------------------------------------------------------------------------ | ------------------------------------------------------------------------ | ------------------------------------------------------------------------ | ------------------------------------------------------------------------ | ------------------------------------------------------------------------ | ------------------------------------------------------------------------ | ------------------------------------------------------------------------ | ------------------------------------------------------------------------ | ------------------------------------------------------------------------ | ------------------------------------------------------------------------ | ------------------------------------------------------------------------ | ------------------------------------------------------------------------ | ------------------------------------------------------------------------ | ------------------------------------------------------------------------ |
| سابقهٔ بیش‌ترین °C (°F)                                                    | ۲۶٫۸ (۸۰)                                                                | ۲۷٫۶ (۸۲)                                                                | ۲۹٫۱ (۸۴)                                                                | ۳۵٫۲ (۹۵)                                                                | ۳۸٫۶ (۱۰۱)                                                               | ۴۰٫۳ (۱۰۵)                                                               | ۴۳٫۵ (۱۱۰)                                                               | ۴۳٫۸ (۱۱۱)                                                               | ۴۰٫۶ (۱۰۵)                                                               | ۳۵٫۲ (۹۵)                                                                | ۲۷٫۸ (۸۲)                                                                | ۲۴٫۸ (۷۷)                                                                | ۴۳٫۸ (۱۱۱)                                                               |
| میانگین بیش‌ترین °C (°F)                                                  | ۱۲٫۶ (۵۵)                                                                | ۱۴٫۶ (۵۸)                                                                | ۱۸٫۰ (۶۴)                                                                | ۱۹٫۵ (۶۷)                                                                | ۲۴٫۰ (۷۵)                                                                | ۳۰٫۲ (۸۶)                                                                | ۳۴٫۲ (۹۴)                                                                | ۳۳٫۵ (۹۲)                                                                | ۲۸٫۷ (۸۴)                                                                | ۲۲٫۶ (۷۳)                                                                | ۱۶٫۵ (۶۲)                                                                | ۱۳٫۱ (۵۶)                                                                | ۲۲٫۲۹ (۷۲٫۲)                                                             |
| میانگین روزانه °C (°F)                                                   | ۶٫۹ (۴۴)                                                                 | ۸٫۵ (۴۷)                                                                 | ۱۱٫۴ (۵۳)                                                                | ۱۳٫۱ (۵۶)                                                                | ۱۷٫۱ (۶۳)                                                                | ۲۲٫۵ (۷۳)                                                                | ۲۶٫۰ (۷۹)                                                                | ۲۵٫۵ (۷۸)                                                                | ۲۱٫۶ (۷۱)                                                                | ۱۶٫۳ (۶۱)                                                                | ۱۰٫۹ (۵۲)                                                                | ۷٫۹ (۴۶)                                                                 | ۱۵٫۶۴ (۶۰٫۳)                                                             |
| میانگین کم‌ترین °C (°F)                                                   | ۱٫۲ (۳۴)                                                                 | ۲٫۴ (۳۶)                                                                 | ۴٫۸ (۴۱)                                                                 | ۶٫۸ (۴۴)                                                                 | ۱۰٫۲ (۵۰)                                                                | ۱۴٫۷ (۵۸)                                                                | ۱۷٫۷ (۶۴)                                                                | ۱۷٫۶ (۶۴)                                                                | ۱۴٫۴ (۵۸)                                                                | ۱۰٫۱ (۵۰)                                                                | ۵٫۳ (۴۲)                                                                 | ۲٫۷ (۳۷)                                                                 | ۸٫۹۹ (۴۸٫۲)                                                              |
| سابقهٔ کم‌ترین °C (°F)                                                     | −۱۲٫۶ (۹)                                                                | −۱۳٫۴ (۸)                                                                | −۶٫۴ (۲۰)                                                                | −۱٫۹ (۲۹)                                                                | ۰٫۶ (۳۳)                                                                 | ۵٫۶ (۴۲)                                                                 | ۹٫۰ (۴۸)                                                                 | ۸٫۲ (۴۷)                                                                 | ۱٫۲ (۳۴)                                                                 | −۰٫۵ (۳۱)                                                                | −۴٫۵ (۲۴)                                                                | −۸٫۶ (۱۷)                                                                | −۱۳٫۴ (۸)                                                                |
| بارندگی میلی‌متر (اینچ)                                                   | ۴۱ (۱٫۶۱)                                                                | ۳۳ (۱٫۳)                                                                 | ۳۵ (۱٫۳۸)                                                                | ۳۷ (۱٫۴۶)                                                                | ۳۰ (۱٫۱۸)                                                                | ۱۱ (۰٫۴۳)                                                                | ۲ (۰٫۰۸)                                                                 | ۳ (۰٫۱۲)                                                                 | ۲۳ (۰٫۹۱)                                                                | ۳۸ (۱٫۵)                                                                 | ۵۰ (۱٫۹۷)                                                                | ۵۰ (۱٫۹۷)                                                                | ۳۵۳ (۱۳٫۹۱)                                                              |
| میانگین روزهای بارندگی                                                   | ۵٫۸                                                                      | ۵٫۶                                                                      | ۵٫۱                                                                      | ۶٫۳                                                                      | ۴٫۷                                                                      | ۱٫۷                                                                      | ۰٫۳                                                                      | ۰٫۶                                                                      | ۲٫۷                                                                      | ۵٫۱                                                                      | ۶٫۷                                                                      | ۷٫۲                                                                      | ۵۱٫۸                                                                     |
| میانگین روزهای برفی                                                      | ۰٫۷                                                                      | ۰٫۵                                                                      | ۰٫۲                                                                      | ۰٫۱                                                                      | ۰                                                                        | ۰                                                                        | ۰                                                                        | ۰                                                                        | ۰                                                                        | ۰                                                                        | ۰٫۱                                                                      | ۰٫۳                                                                      | ۱٫۹                                                                      |
| درصد رطوبت                                                               | ۷۲                                                                       | ۶۸                                                                       | ۶۰                                                                       | ۵۷                                                                       | ۵۱                                                                       | ۴۳                                                                       | ۳۷                                                                       | ۴۱                                                                       | ۵۱                                                                       | ۶۲                                                                       | ۷۱                                                                       | ۷۵                                                                       | ۵۷٫۳                                                                     |
| میانگین روزانه ساعت‌های تابش آفتاب                                        | ۱۷۰                                                                      | ۱۷۲                                                                      | ۲۱۹                                                                      | ۲۳۴                                                                      | ۲۸۰                                                                      | ۳۳۱                                                                      | ۳۶۲                                                                      | ۳۳۰                                                                      | ۲۵۴                                                                      | ۲۱۱                                                                      | ۱۶۴                                                                      | ۱۴۸                                                                      | ۲٬۸۷۵                                                                    |
| منبع:                                                                    |                                                                          |                                                                          |                                                                          |                                                                          |                                                                          |                                                                          |                                                                          |                                                                          |                                                                          |                                                                          |                                                                          |                                                                          |                                                                          |

### هرم جمعیت
طبق ثبت‌نام شُهویِ ساکنان، در سال ۲۰۲۱ شهرداری گرانادا دارای ۲۳۱٬۷۷۵ نفر جمعیت بوده که از این تعداد ۱۰۶٬۹۸۷ نفر مرد (۵۳٫۸٪) و ۱۲۴٬۷۳۸ نفر زن (۴۶٫۲٪) بودند. از دههٔ ۹۰ کاهش جزئی در جمعیت شهر گرانادا به نفع شهرهای کوچک‌تر در منطقهٔ شهری وجود داشته است.
بر اساس هرم جمعیت:
- افراد کم‌تر از ۲۰ سال ۱۹ درصد کل جمعیت را تشکیل می‌دهند.
- افراد بین ۲۰ تا ۴۰ سال ۲۳ درصد هستند.
- افراد بین ۴۰ تا ۶۰ سال ۲۹ درصد هستند.
- افراد بالای ۶۰ سال ۲۹ درصد هستند.

منبع: Agencia Estatal de Meteorología
منبع: Agencia Estatal de Meteorología

## نگارخانه

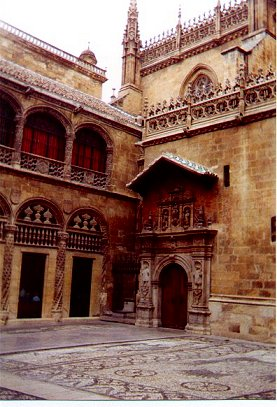
در ورودی به نمازخانه سلطنتی
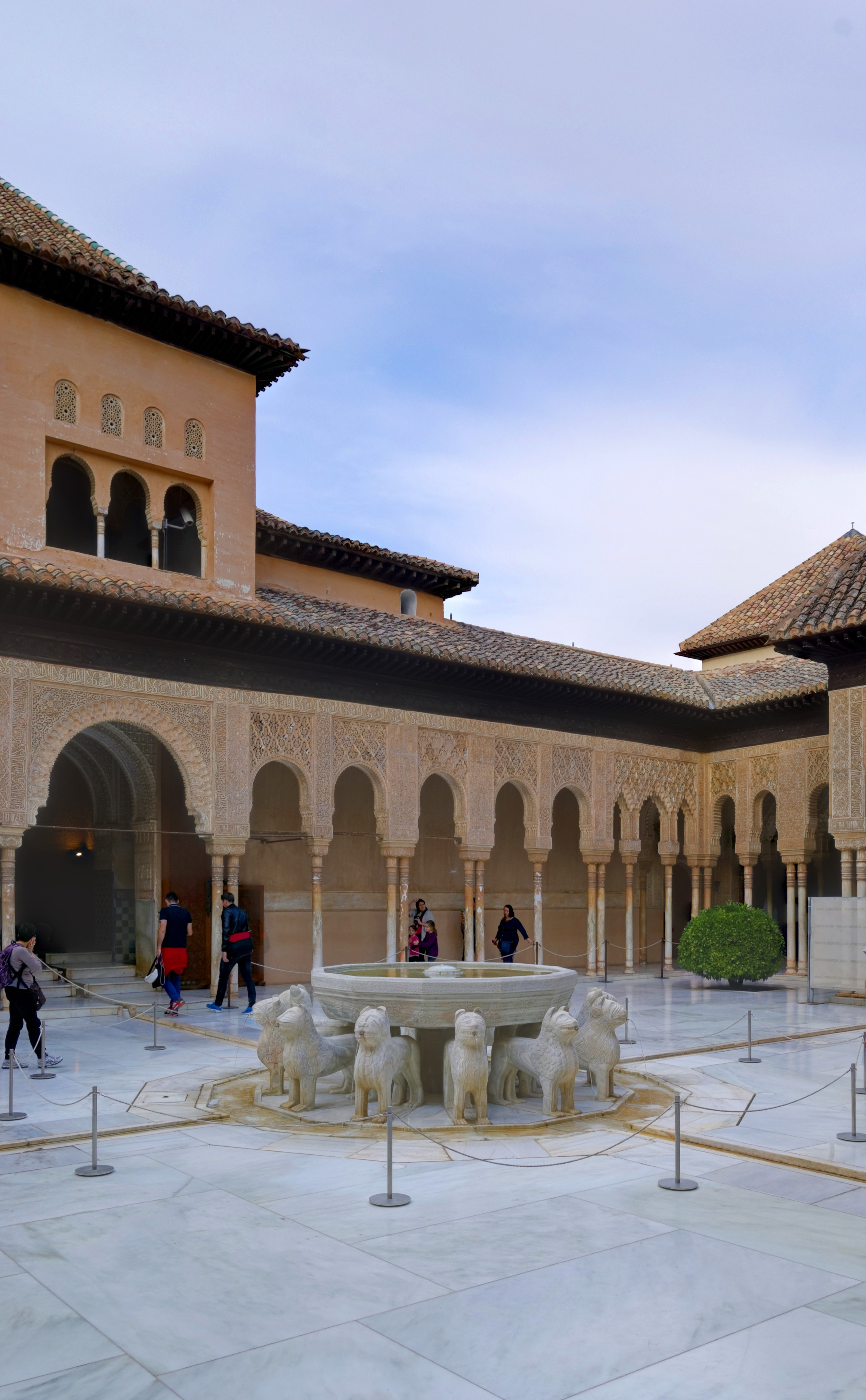
الحمرا، حیاط شیرها ساخته شده توسط شاهان نصری
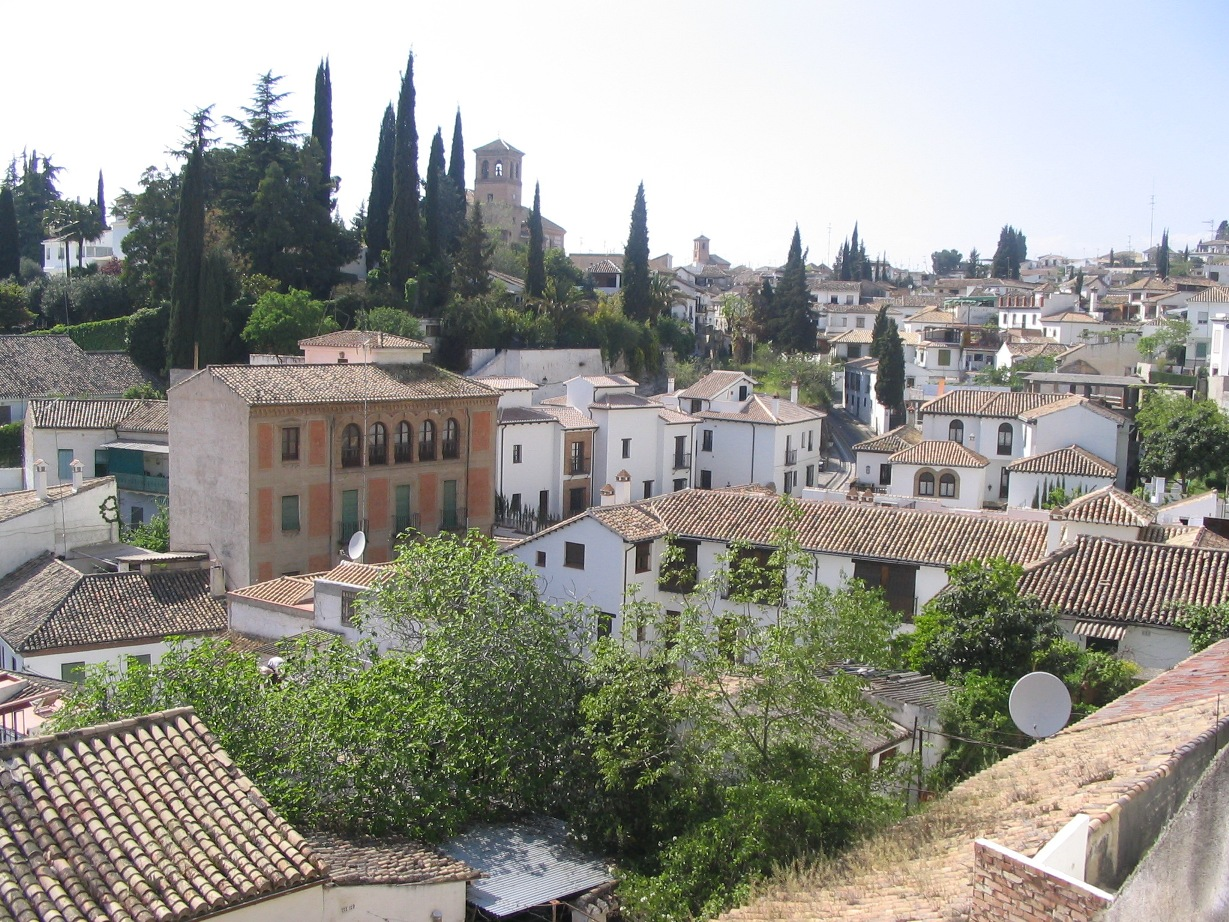
البایزین

## یادداشت
1. ↑  The gate is known today as the Puente del Cadí ("Bridge of the Qadi") or the Puerta de los Tableros ("Gate of the Boards"), and all that remains of it is one of its hexagonal towers with fragments of its large horseshoe archway.[۲۸][۲۴]
2. ↑  This minaret is attributed to the 13th century by most sources,[۳۸][۲۴] but at least some sources, such as the Grove Encyclopedia of Islamic Art and Architecture, attribute it to the Nasrid period of this century.[۲۴]

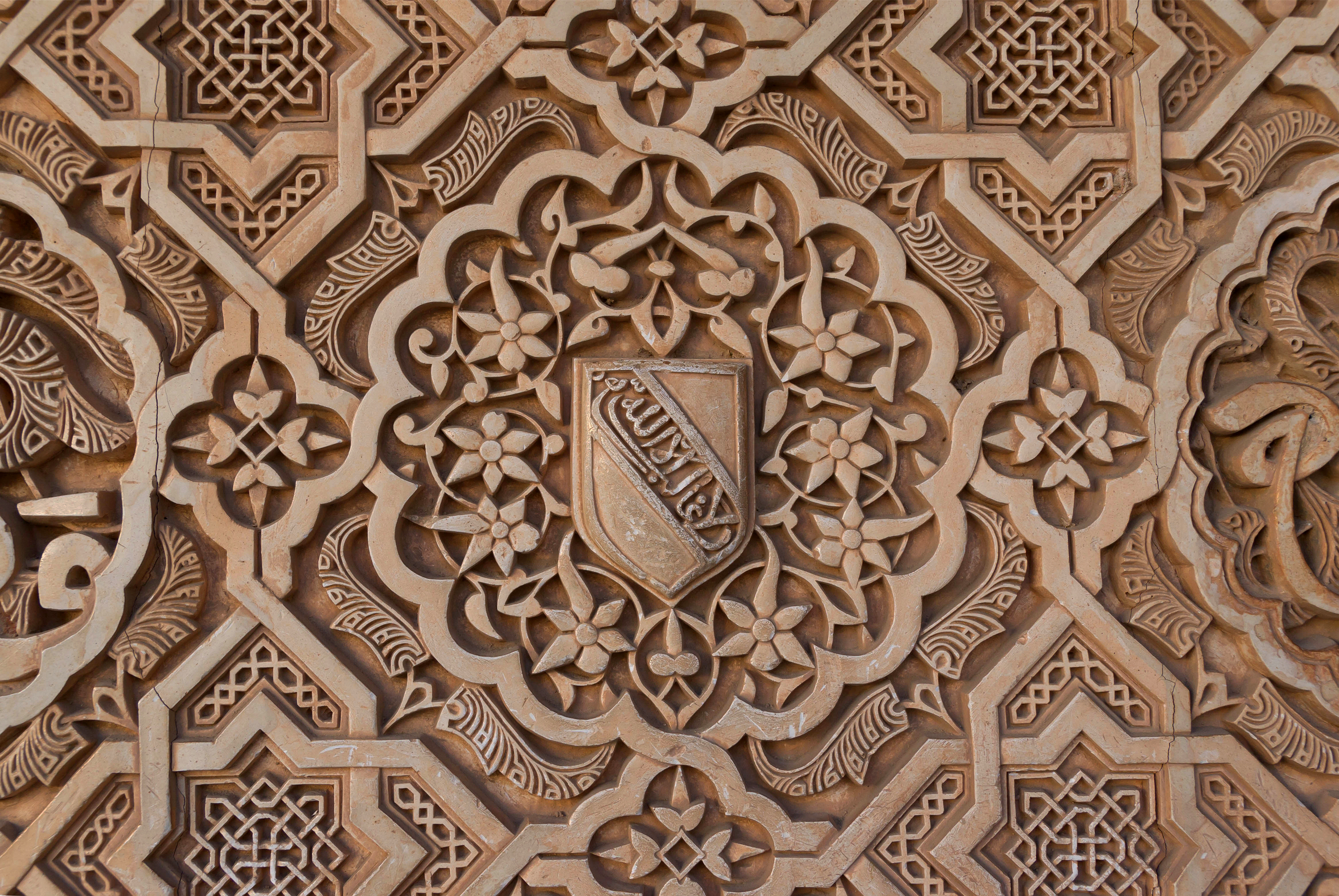
سیگیل سلسله ناصری واقع در کاخ کومارس

3. ↑  This mosque was converted in 1499 into the Church of San Salvador. Only the mosque's sahn (courtyard) is preserved in the present-day building.[۲۴][۵۲]